# Charentoni tébolyda
A Charenton egy 1645-ben a piaristák által Charenton-Saint-Maurice-ban (ma Saint-Maurice, Val-de-Marne), Franciaországban alapított elmegyógyintézet volt.
A Charentont először a Pálos Szent Vince Kegyesrendi Nővérek női szerzetesrend működtette. Bár maga a város a francia hugenották székhelye volt az 1500-as, 1600-as években, a Charenton alapítója a római katolikus egyház volt. Abban az időben sok kórház, elmegyógyintézet katolikus intézmény volt a Tridenti zsinat, majd a reformáció után.
A Charenton a betegek humánus kezeléséről lett ismert, különösen Coulmier Abbé igazgatása alatt, a 19. század elején, megmutatva a pszichoanalitikus elmélet hasznosságát. Az általa alkalmazott gyógymód a művészetterápia volt, amelyben az elmebetegek őrültségüket különböző művészeti formákban vezették le.
Mára már véglegesen bezárták, a pszichiátriai kórház ma Esquirol Kórház (franciául: l'Hôpital Esquirol) nevét Jean-Étienne Dominique Esquirolről kapta, aki az intézményt a 19. században vezette. Az 1845-ben emelt épület építésze Émile Gilbert volt.

## Története
A Charentont eredetileg 1641. szeptember 13-án szegénykórházként alapították a kegyesrendi atyák, miután az ingatlant adományként megkapták Sébastien Leblanc-tól XIII. Lajos francia király tanácsadójától. Kezdetben az ispotály egyetlen épületből állt, öt ággyal. 1660 szeptemberétől az állam elrendelte az elmebetegek kórházakban való elhelyezését. Érdekes, hogy a Charentonban ápoltak 
összetétele fokozatosan eltolódott a lakosság mentális tüneteket mutató kiváltságos tagjai irányába. Az igény nőtt a 18. század folyamán, ezért a Fréres de la Charité további földet szerzett Saint-Maurice területén, hogy több beteg számára elegendő hely legyen. 120 szerzetes és 30 női alkalmazott látta el a betegeket, akiket betegségük jellege és súlyossága szerint csoportokba osztották. A kórház 1792-ben bezáródott a francia forradalom során történt rendfeloszlatás eredményeként, a betegek országszerte szétszéledtek, és a kórházat börtönként használták fel. 1797-ben újból megnyitották és a Belügyminisztérium joghatósága alá került, majd 1810-ben ismét a katolikus egyház kezébe került, és 328 beteget látott el.

### A francia forradalom előtt
Franciaország a pszichiátriai betegek gondozásában élen járt. 1656-ban X. Lajos francia király két nagy kórházat alapított a betegek, a bűnözők, a hajléktalanok és az őrültek számára, nevezetesen a Bicêtre-t a férfiaknak és a Salpêtrière-t a nőknek. Ezek az intézményeket kórháznak nevezték, de ezek nem kórházak, hanem olyan intézmények voltak, ahol az embereket minden terápia vagy kezelés nélkül tartották fogva. A fő cél az volt, hogy megvédje tőlük a társadalmat, mert veszélynek tekintették őket.
Ez a két intézmény a nyomorúságos körülményekről volt ismert, a betegeket verték, leláncolták és nagyon rossz higiéniai körülmények között éltek. A betegek számához viszonyítva a pszichiátriai betegek aránya nem volt túl nagy. A koldusoknak, az időseknek és a szervi betegek számára több ágy volt, így ezek az intézmények nem kaphattak tisztán pszichiátriai intézmény besorolást. Sok „őrült” embert otthon tartottak, láncra verve. Akkoriban a beteg ellátásáért a családja volt felelős, nem a közösség. A család az intézményi tartózkodásért is fizetett. A mentálisan beteg embereket az ország egész területén szegényházakba zárva tartották. Az orvostanhallgatók abban az időben nagyon keveset tanultak a mentális betegségről, általános ismerethiány volt.

### A felvilágosodás alatt
A felvilágosodás során úgy érezték, hogy az ész alkalmazása nagymértékben hozzájárulhat a korábbi generációk terápiás módszereinek javításához. Ez része volt a társadalmi, politikai és egészségügyi területek szélesebb körű fejlesztési programjának. Úgy érezték, hogy a mentális betegség gyógyítható racionális terápiás filozófiák segítségével.
1804-ben François Simonnet de Coulmiers lett az igazgatója az immár „Maison Nationale de Charenton” nevű intézménynek, 1825-ben pedig Jean-Étienne Dominique Esquirol lett a kórház vezető főorvosa.

## Kezelések
A 18. század végétől a kórházakban és az elmegyógyintézetekben a brutális kezelések helyett humánusabb megoldásokat kerestek, később a pszichoterápia eszközeit is bevetve.
1804-ben, miután De Sade márkit újra áthozták a Bastille-ból, az igazgató François Simonnet de Coulmier, egy katolikus pap a pszichodrámát alkalmazta terápia gyanánt, lehetővé téve, hogy a betegek saját maguk színdarabokban játszhassanak. Coulmier az embertelen kezelések helyett ezt az alternatívát preferálta. Azonban a pszichodráma-terápia miatt Esquirol és mások is kritizálták őt eredménytelennek vélt kezelései, és a betegek nagyközönség elé állítása miatt.
Annak ellenére, hogy a tendencia a humánus terápiák felé haladt, nem minden beteg  élt kellemes életet a tébolydában. Hersilie Rouy, egy harminckilenc éves francia zenész pl. panaszkodott a Charenton-beli sivár életkörülmények, a „kacér terápia” miatt, amely a nőket sokkal sebezhetőbbé tette, amit az intézmény rossz vezetésével magyarázott.

## Híres rabok

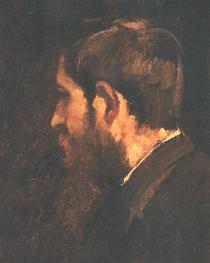
Paál László Munkácsy Mihály festményén, 1877

Több híres foglyot tartottak a Charentonban pl. Latude, Sanois grófját és De Sade márkit (1801-től 1814-ben, 74 évesen bekövetkezett haláláig). De Sade-ot Justine és Juliette című művei miatt tartóztatták le, s később tárgyalás nélkül átszállították a Charentonba, miután az ellenfelei kijelentették róla, hogy őrült. A kétségek ellenére, a színházi produkciók terápiás felhasználásának gyakorlata a Charentonból terjedt el Európa más elmegyógyintézeteibe.
1842-ben itt hunyt el a neves belga születésű zenetudós, zeneszerző Jérôme-Joseph de Momigny, a karikaturista André Gill meg 1885-ben. Paul Verlaine költőt is ide internálták 1887-ben, majd 1890-ben ismét. Charles Méryon művész is itt halt meg, 1868-ban, François Devienne zeneszerző, pedig 1803-ban. A matematikus André Bloch élete utolsó három évtizedét töltötte itt, a matematikus, Joseph-Émile Barbier itt élt a Joseph Bertrand akadémiájába való felvétele előtt, Pierre Gaveaux francia tenorénekes, zeneszerző ugyancsak. Abban az időben sokan gondolták úgy, hogy egy bizonyos fokú őrület ad „kreatív hozzáférést nagyobb igazságokhoz”.
A magyar Paál László festőművész, Munkácsy Mihály barátja is itt hunyt el, 33 éves korában.

## Jelentős orvosai

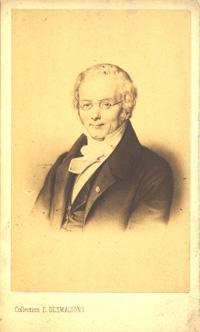
Jean-Etienne Esquirol, 1840 előtt

Philippe Pinel 1745-ben született, egy szegény család első fiaként. A francia forradalom alatt került előtérbe. A felvilágosodás pszichológiája a progresszív társadalmi filozófiát is áthatotta. Reformista idealista volt, és a humánus terápiák meggyőződéses híve. Remélte, hogy a pszichiátriai betegek a pszichoterápia segítségével visszatérhetnek a társadalomba. Avval szerzett hírnevet, hogy megállította a Bicêtre-ben és a Salpêtrière-ben az őrültek láncolását és verését. 1795-ben a Salpêtrière igazgatója lett, ahol a pszichiátriai betegeknek külön részleget nyitott.
Jean-Etienne Esquirol Toulouse-ban született, egy befolyásos család fiaként, amely a francia forradalom miatt elszegényedett. Pinel diákja volt, Salpêtrière-ben tanult. A „reformista pszichológia koronázatlan fejedelmének” nevezték el. 1802-ben disszertációt írt a pszichiátriai szenvedélyek szerepéről. 1811-ben a Salpêtrière pszichiátriai osztályának vezetője lett. Annak érdekében, hogy Pinel elméleteit a nyilvánosság előtt ismertesse, Esquirol 1817-től az orvostanhallgatóknak pszichiátriai előadásokat tartott. 1825-ben ő lett a Charenton vezető főorvosa.
Antoine Laurent Bayle francia orvos itt praktizálva, post mortem bizonyítékot keresett, az elmebetegségek genetikai okára. 1822-ben arra a következtetésre jutott, hogy az őrültek általános paresisét vagy GPI (genom), vagy az agyterület krónikus gyulladása okozza. Ez kihívás volt a kor bevett vélekedésével szemben, miszerint mind a mentális, mind fizikai tünetek, mint például a bénulás már jelen voltak, mielőtt a gyulladás fellépett volna, nem egy nagyobb betegség következtében alakulnak ki.
Jean-Étienne Dominique Esquirol orvos a piócákat, langyos fürdőt, hánytatást, hashajtókat is alkalmazta a pszichoterápia mellett. Louis-Florentin Calmeil, aki Esquirolt követte a székében, rögeszmésen használta a piócákat.

## Marat/Sade
Jean-Paul Marat üldöztetése és meggyilkolása, ahogy a charentoni elmegyógyintézet színjátszói előadják De Sade úr betanításában (1963), egyszerűbb címen Marat/Sade egy Peter Weiss-színdarab, amelyben De Sade rendezi meg a rabok mint színészek előadását, mialatt De Sade is a tébolyda foglya volt. A darab azt a helyzetet ábrázolja, amelyben a francia tisztviselők bírálták a holdkóros márki kiemelt statuszát a rabok között. Ezeket a szerepjátékokat egyfajta kezelésnek tekintették, amelyben a betegek a tanulás révén új módon tudják elfojtott érzéseiket kifejezni.
A darabot azóta már sok formában felújították. Az 1967-es filmadaptációjában számos eredeti karakter szerepel, s a cím hosszú változatát használták, bár a reklámok gyakran a rövidített formában említették. A film forgatókönyvét Adrian Mitchell írta, Peter Brook rendezte, Richardson, Magee, Jackson, Jones és Clifford Rose főszereplésével.

## Lásd még
- A Sade márki játékai című film a Charentonban játszódik, Coulmier és De Sade a főszereplői.

## Galéria

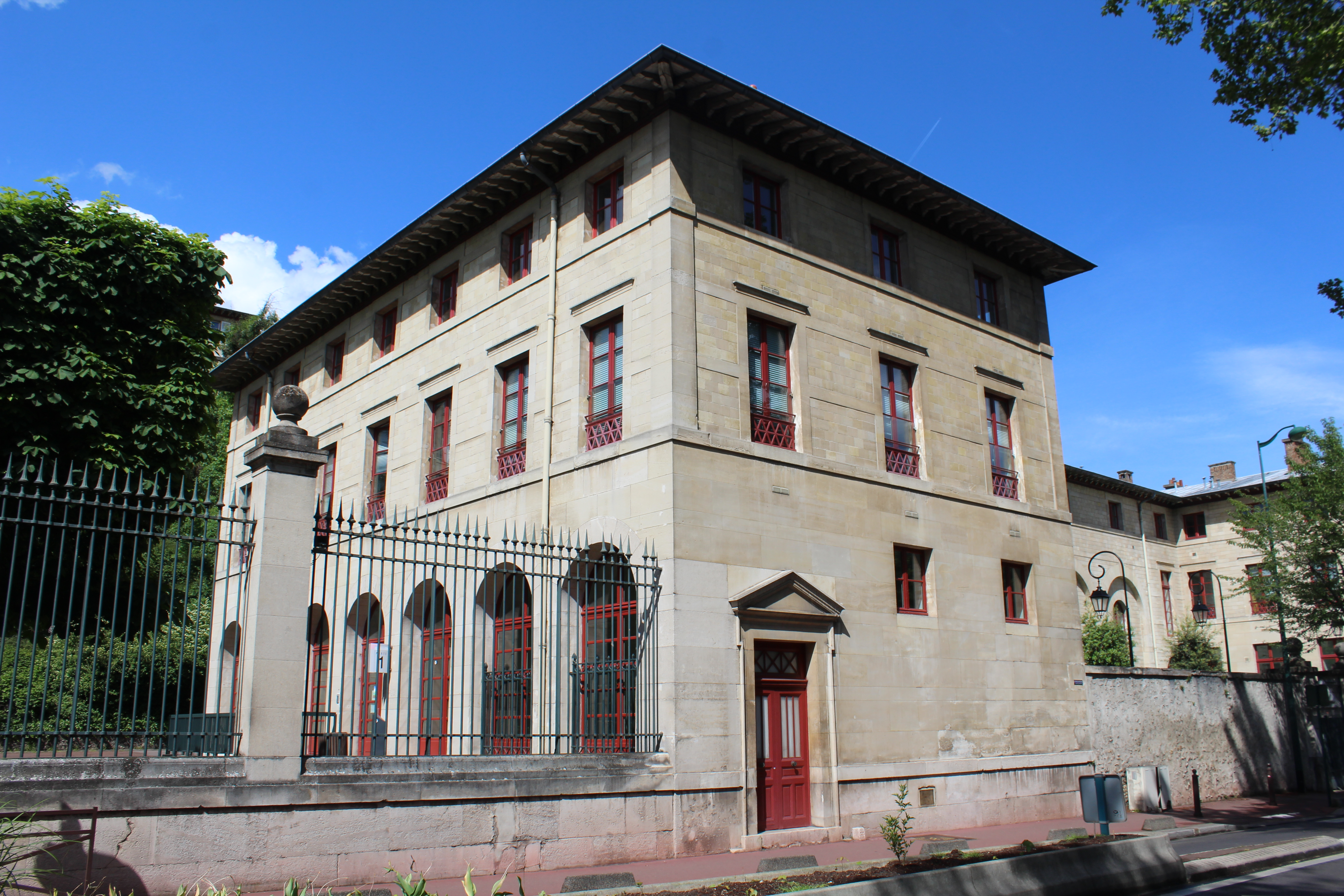
A kórház központi épülete
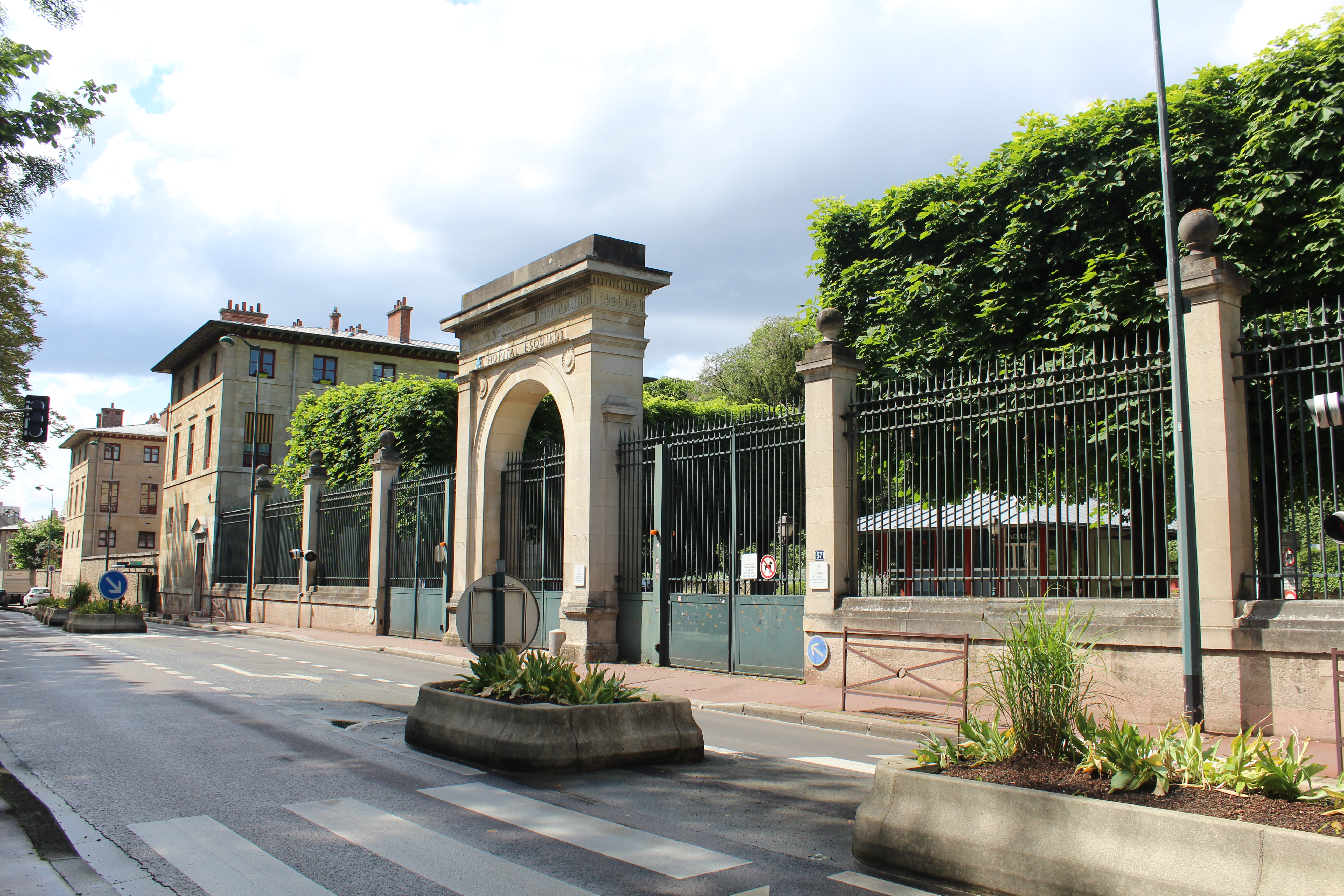
Főkapu
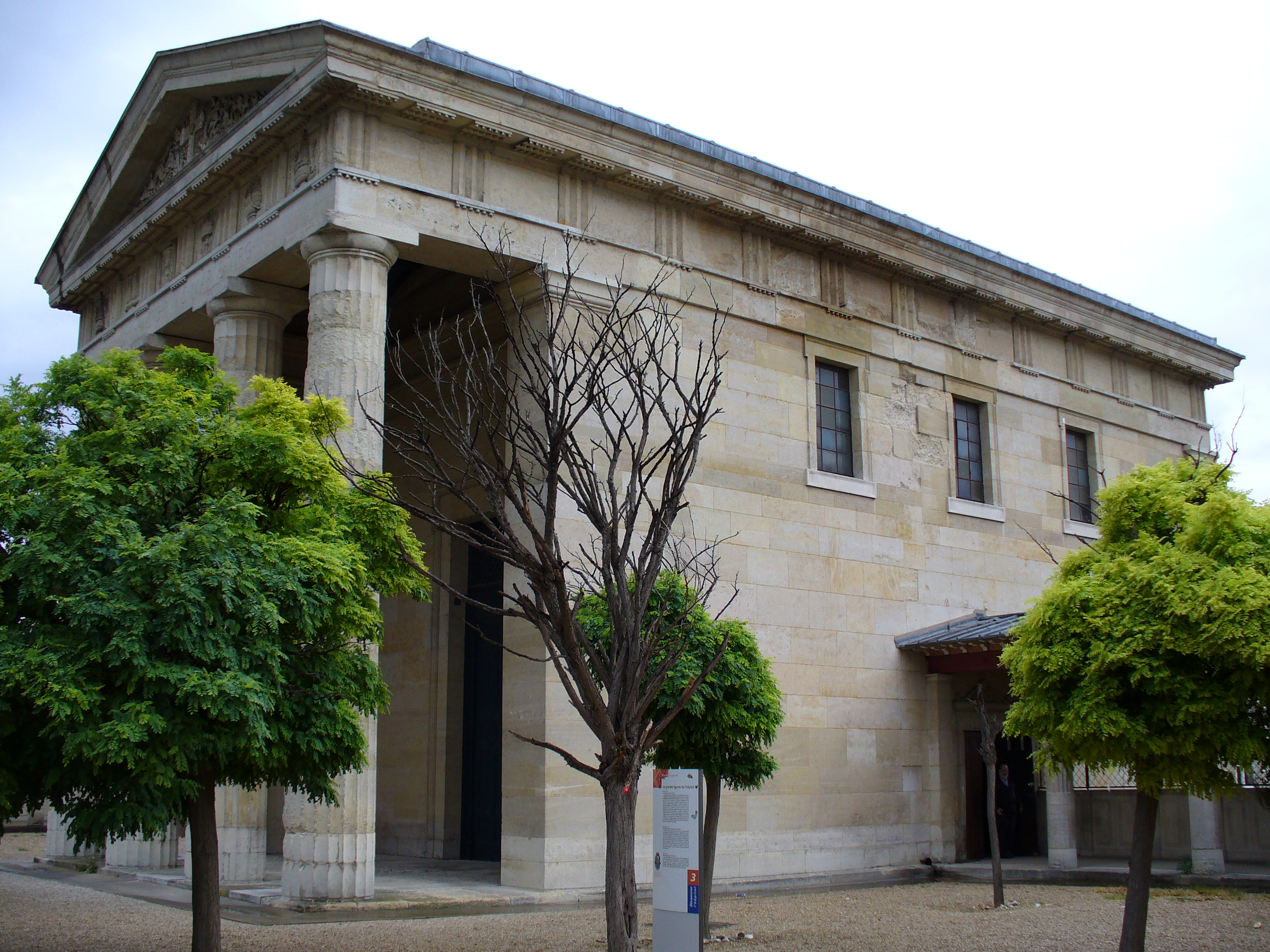
A tébolyda kápolnája
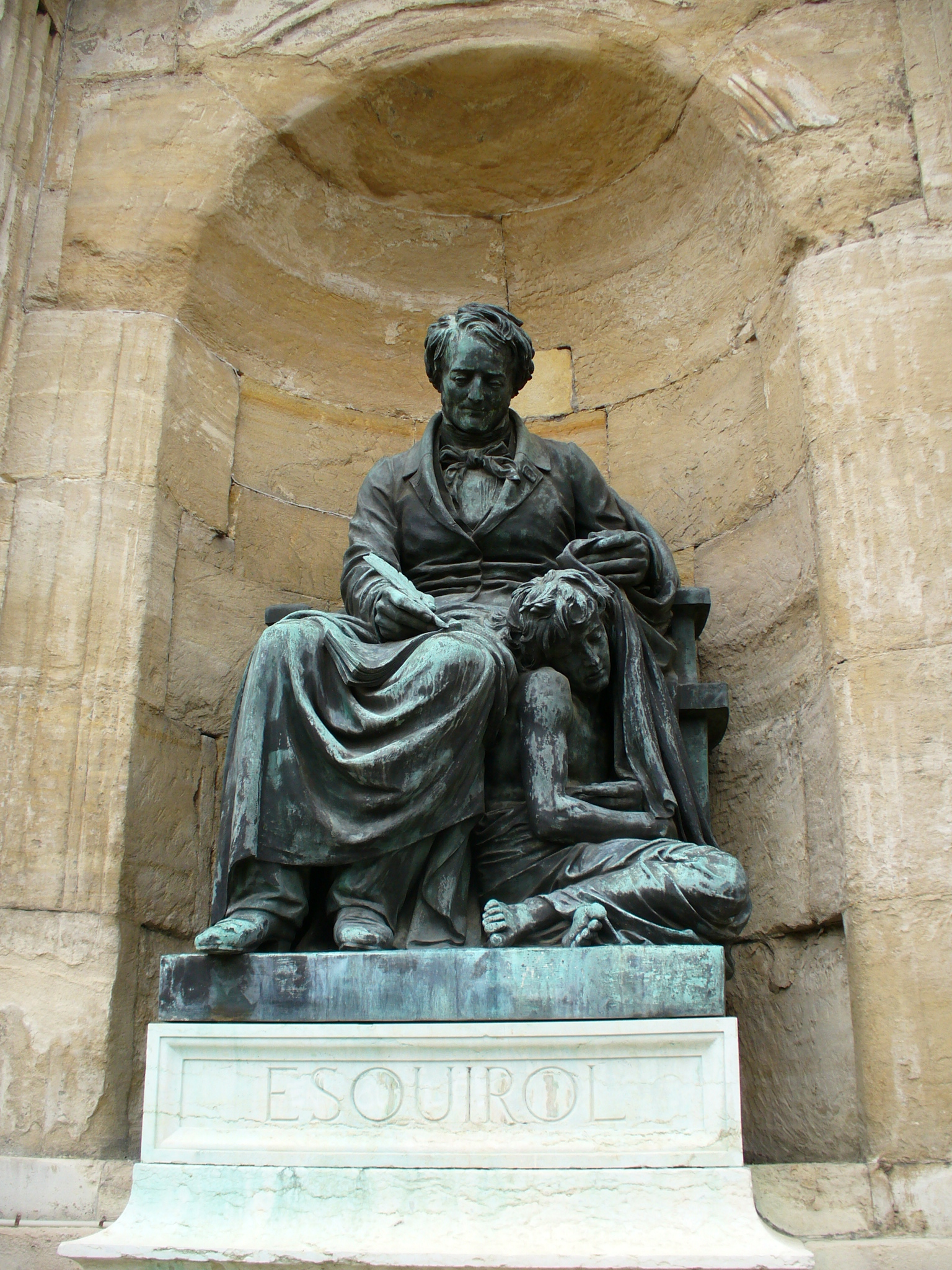
A gyógyítás szobra

## Fordítás
Ez a szócikk részben vagy egészben  a   Charenton (asylum) című angol Wikipédia-szócikk ezen változatának fordításán alapul.  Az eredeti cikk szerkesztőit annak laptörténete sorolja fel. Ez a jelzés csupán a megfogalmazás eredetét és a szerzői jogokat jelzi, nem szolgál a cikkben szereplő információk forrásmegjelöléseként.
Ez a szócikk részben vagy egészben  az   Asile de Charenton című holland Wikipédia-szócikk ezen változatának fordításán alapul.  Az eredeti cikk szerkesztőit annak laptörténete sorolja fel. Ez a jelzés csupán a megfogalmazás eredetét és a szerzői jogokat jelzi, nem szolgál a cikkben szereplő információk forrásmegjelöléseként.